# Gubavač
Gubavač este un sat din comuna Bijelo Polje, Muntenegru. Conform datelor de la recensământul din 2003, localitatea are 550 de locuitori (la recensământul din 1991 erau 633 de locuitori).

## Demografie
În satul Gubavač locuiesc 406 persoane adulte, iar vârsta medie a populației este de 34,1 de ani (33,6 la bărbați și 34,5 la femei). În localitate sunt 142 de gospodării, iar numărul mediu de membri în gospodărie este de 3,87.
|  |

| Demografie | Demografie | Demografie |
| An         | Locuitori  | Locuitori  |
| ---------- | ---------- | ---------- |
|            |            |            |
|            |            |            |
|            |            |            |
|            |            |            |
| 1948       | 399        |            |
| 1953       | 428        |            |
| 1961       | 425        |            |
| 1971       | 485        |            |
| 1981       | 593        |            |
| 1991       | 633        | 602        |
| 2003       | 682        | 550        |

| \| Componența etnică conform recensământului din 2003[2] \| Componența etnică conform recensământului din 2003[2] \| Componența etnică conform recensământului din 2003[2] \| Componența etnică conform recensământului din 2003[2] \| Componența etnică conform recensământului din 2003[2] \| \| ----------------------------------------------------- \| ----------------------------------------------------- \| ----------------------------------------------------- \| ----------------------------------------------------- \| ----------------------------------------------------- \| \| \| \| \| \| \| \| Bosniaci \| Bosniaci \| \| 390 \| 70,9% \| \| Sârbi \| Sârbi \| \| 97 \| 17,63% \| \| Musulmani \| Musulmani \| \| 49 \| 8,9% \| \| Muntenegreni \| Muntenegreni \| \| 3 \| 0,54% \| \| necunoscută \| necunoscută \| \| 1 \| 0,18% \| |              |  |     |        |
| Componența etnică conform recensământului din 2003 |              |  |     |        |
| |              |  |     |        |
| Bosniaci | Bosniaci     |  | 390 | 70,9%  |
| Sârbi | Sârbi        |  | 97  | 17,63% |
| Musulmani | Musulmani    |  | 49  | 8,9%   |
| Muntenegreni | Muntenegreni |  | 3   | 0,54%  |
| necunoscută | necunoscută  |  | 1   | 0,18%  |